# Brytyjskie Wyspy Dziewicze na Mistrzostwach Świata w Lekkoatletyce 2009
Brytyjskie Wyspy Dziewicze na Mistrzostwach Świata w Lekkoatletyce 2009, reprezentowane były przez 1 zawodniczkę – Tahesię Harrigan. Nie zdobyła ona żadnego medalu na tych mistrzostwach.

## Występy reprezentantki Brytyjskich Wysp Dziewiczych
| Konkurencja | Zawodniczka      | Kwal. | Kwal. | Ćwierćfinał | Ćwierćfinał | Półfinał | Półfinał | Finał          | Finał          |
| Konkurencja | Zawodniczka      | Wynik | Poz.  | Wynik       | Poz.        | Wynik    | Poz.     | Wynik          | Poz.           |
| ----------- | ---------------- | ----- | ----- | ----------- | ----------- | -------- | -------- | -------------- | -------------- |
| 100 m       | Tahesia Harrigan | 11.39 | 2 Q   | 11.21       | 3 Q         | 11.34    | 7        | Nie awansowała | Nie awansowała |